# ビーバー科
ビーバー科（Castoridae）は現生のビーバーといくらかの化石分類群を含む科。かつては、齧歯類の中でも栄えたグループであったが、現生はビーバー属しかいない。

## 特徴

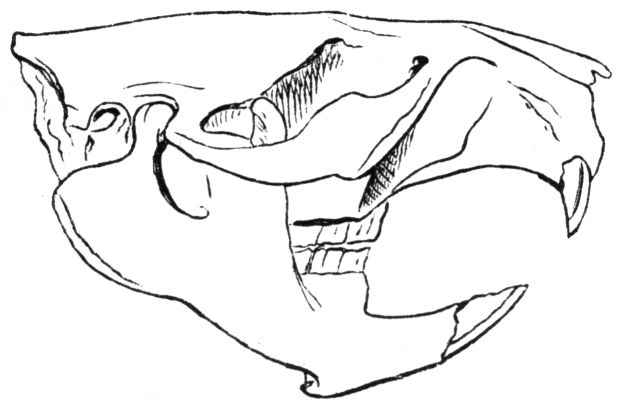
ビーバーの頭蓋骨

ビーバー科は中サイズの哺乳類だが、他の齧歯類と比べると大きい。半水生であり、滑らかな体と水かきのある後足を持ち、陸上よりも水中において機敏である。尾は扁平な鱗状で、水中での操縦に役立つ適応形態である。小さな家族で暮らし、草と泥で作られた巣とダムの周りに縄張りを持つ。 草食性で、夏は葉や草を食べ、冬はヤナギなどの木本を食べる。強力な切歯を持つ。歯列は齧歯類の基本である{\displaystyle {\tfrac {1.0.1-2.3}{1.0.1.3}}}。

## 進化

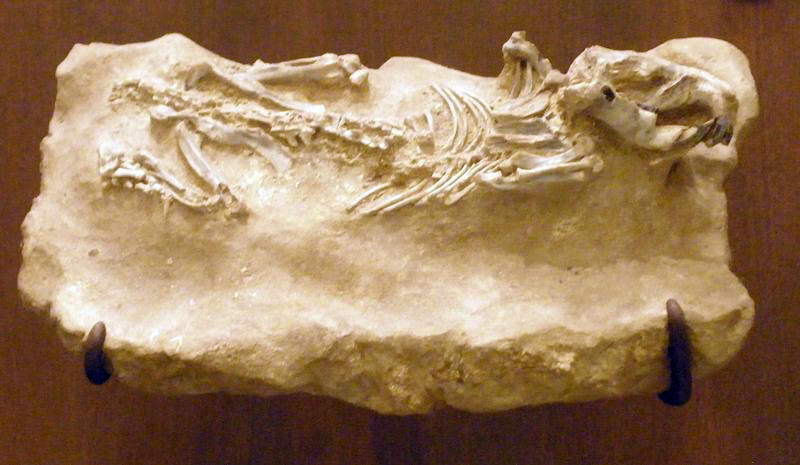
Euhapsis barbouri の化石

最古のビーバー科はAgnotocastor属に属しており、始新世後期-漸新世の北アメリカとアジアから知られる。他にも、初期のビーバー科の属には、Steneofiber属があり、漸新世と中新世のヨーロッパから知られる。Steneofiber属はCastorinae亜科（現生のビーバーに近縁なものも含まれる）の初期のメンバーである。歯は木を囓るのにあまり適応しておらず、このことから、ビーバー類は木を食べるという食性をより後になって獲得したことを示しているが、半水生生活への適応はすでに見て取ることができる。後に、これらの初期の種はPalaeocastor属（中新世、ネブラスカ）などの形に進化した。Palaeocastor属はマスクラットサイズで、深さ2.5mのコルクせん抜き型の巣穴を掘っていた。
更新世には、ヨーロッパのTrogontherium属や北アメリカのCastoroides属のような巨大なビーバーも進化した。後者はアメリカクロクマと同じくらいの体サイズであったが、他方で脳のサイズは現代のビーバーよりも僅かに大きい程度であった。形態から、これら巨大ビーバーも巧みな遊泳者で、沼地に生息してたと考えられる。

## 分布
現在（完新世）における分布はユーラシア大陸と北米大陸の北方に限定されるが、中新世には日本列島にも生息しており、岐阜県可児市（瑞浪層群）や長崎県北松浦郡と松浦市（佐世保層群・野島層群）からもビーバー科の大型種や小型種が発見されている。

## 分類

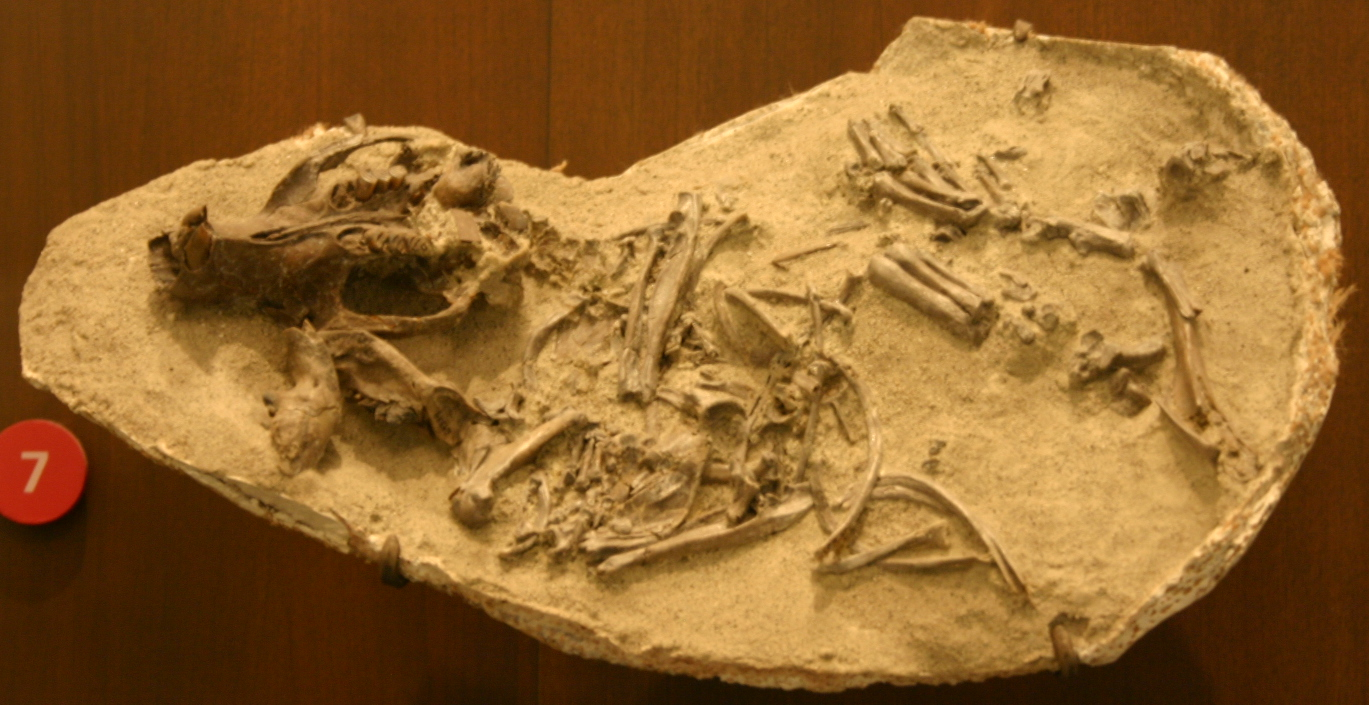
Eucastor tortus

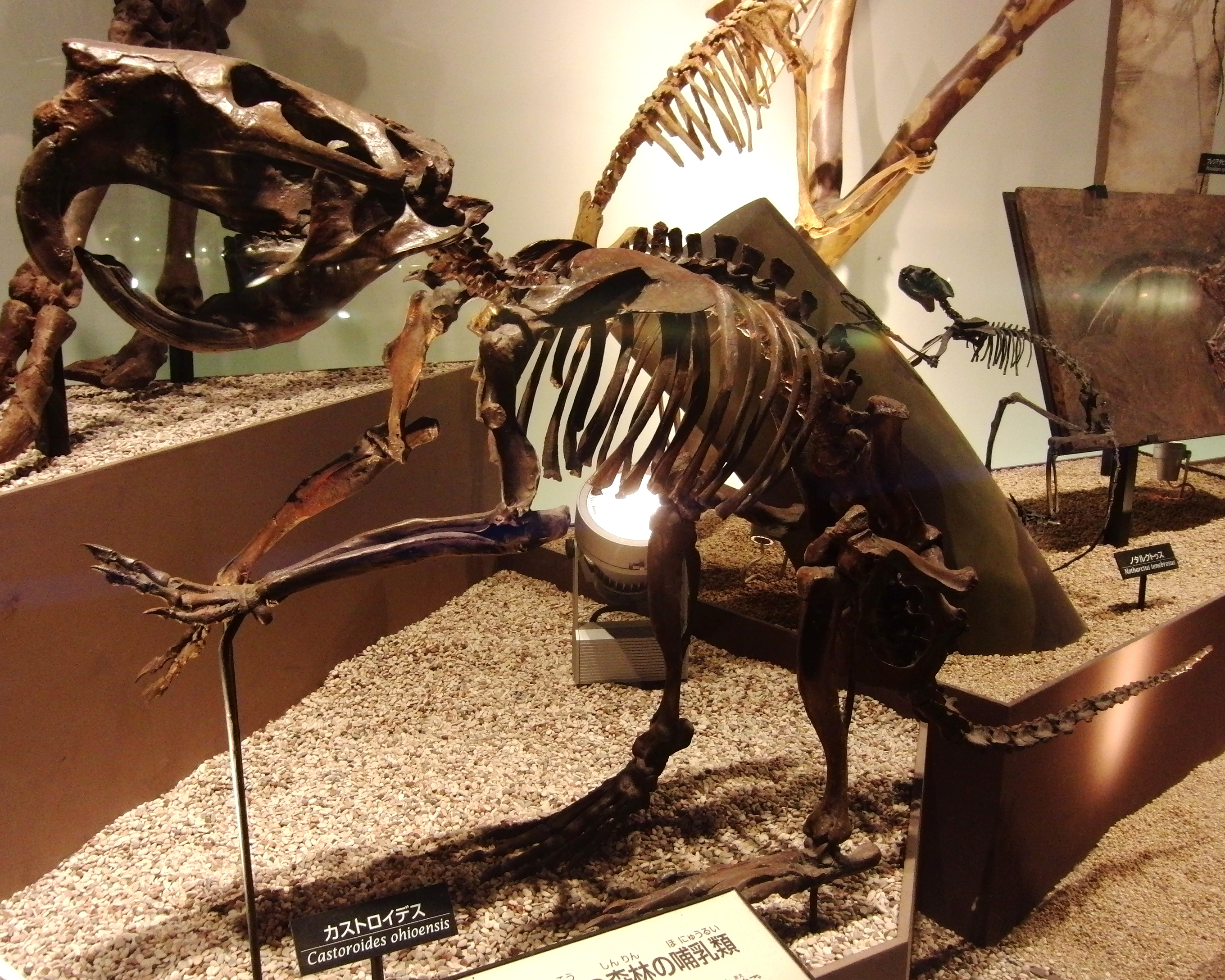
Castoroides ohioensisの交連骨格

McKenna and Bellはビーバー科をCastoroidinae亜科とCastorinae亜科に分けた。より最近の研究では、基盤的分類群としてさら2亜科、Agnotocastorinae亜科とPalaeocastorinae亜科を認めており、本項の分類はこれに従っている。ビーバー科の中で、Castoroidinae亜科とCastorinae亜科は姉妹群であり、他の2亜科よりも近い共通祖先を持っている。両亜科とも、ダムを造ることができる半水生種が含まれる。Palaeocastorinae亜科には穴を掘ると考えられているMigmacastor属などが含まれる。以下の分類はKorthとRybczynskiによる。（両者が異なる場合、後者を優先させた。）
- ビーバー科 Castoridae
  - †Migmacastor属
  - †Agnotocastorinae亜科 (側系統)
    - †Agnotocastorini族
      - †Agnotocastor属
      - †Neatocastor属

    - †Anchitheriomyini族
      - †Anchitheriomys属
      - †Propalaeocastor属
      - †Oligotheriomys属

  - †Palaeocastorinae亜科
    - †Palaeocastor属
    - †Capacikala属
    - †Pseudopalaeocastor属
    - †Euhapsini族
      - †Euhapsis属
      - †Fossorcastor属

  - †Castoroidinae亜科
    - †Priusaulax属(Castoroidinae亜科内の位置は疑わしい)
    - †Nothodipoidini族
      - †Eucastor属
      - †Microdipoides属
      - †Nothodipoides属

    - †Castoroidini族 (側系統)
      - †Monosaulax属
      - †Prodipoides属
      - †Dipoides属
      - †Castoroides属
      - †Procastoroides属

    - †Trogontheriini族
      - †Trogontherium属
      - †Boreofiber属
      - †Euroxenomys属
      - †Youngofiber属
      - †Asiacastor属

  - Castorinae亜科
    - †Chalicomys属 (Palaeomys属とも)
    - †Steneofiber属
    - †Zamolxifiber属
    - †Romanofiber属
    - †Schreuderia属
    - †Sinocastor属
    - †Hystricops属
    - ビーバー属 Castor – 現生のビーバー
      - アメリカビーバー Castor canadensis
      - ヨーロッパビーバー Castor fiber
      - †Castor californicus